# Kissa Kouprine
Pour les articles homonymes, voir Kouprine.
Kissa Kouprine, née Xenia Alexandrovna Kouprine (russe : Ксения Александровна Куприна) le 21 avril 1908 à Gatchina (près de Saint-Pétersbourg), dans l'Empire russe et morte le 8 décembre 1981 à Moscou (Union soviétique), est une actrice et mannequin française, russe et soviétique.

## Biographie
Kissa Kouprine est la fille de l'écrivain et aventurier Alexandre Kouprine. Lors de l'été 1919, après la révolution d'Octobre, sa famille s'exile en Finlande avant de s'installer à Paris où elle est scolarisée dans un milieu religieux et côtoie nombre de personnalités russes du milieu artistique.
Son père devenu alcoolique, elle devient mannequin pour le grand couturier Paul Poiret, afin de subvenir aux besoins de sa famille. Devenue célèbre auprès du Tout-Paris, elle rencontre Marcel L'Herbier et obtient, en 1926, son premier rôle dans son film Le Diable au cœur avec Betty Balfour en vedette. Kissa Kouprine abandonne peu à peu le mannequinat et se tourne vers le métier d'actrice. Marcel L’Herbier l'engage en 1930 pour deux adaptations de romans policiers de Gaston Leroux, Le Mystère de la chambre jaune et Le Parfum de la dame en noir, puis en 1934 pour son film L'Aventurier et encore un an plus tard pour La Route impériale. Elle joue ensuite dans trois films de Jacques de Casembroot et aussi pour Jacques Deval dans sa comédie policière Club de femmes, avec Danielle Darrieux, réalisée en 1936 et qui sera sa dernière apparition à l’écran. Sa carrière l'ayant rendue riche, elle habite sur les Champs-Élysées. Quoique la rumeur publique lui prête une liaison avec Jean Marais, elle restera célibataire et n'enfantera jamais.
Elle est autorisée à retourner en Union soviétique et y revient en 1959, oubliée de tous. À Moscou, elle joue au théâtre Pouchkine avant de se lancer dans l’écriture. Elle a écrit le livre Mon père Kouprine et a fait beaucoup pour organiser le musée au village où est né son père.
Kissa Kouprine est hospitalisée début 1981 au Centre universitaire de recherche sur le cancer à Moscou et y meurt le 8 décembre. Elle est inhumée au cimetière Volkovo auprès de son père.
.

## Filmographie
- 1928 : Le Diable au cœur de Marcel L'Herbier : Thania
- 1929 : La Perle de Henri d’Arche (pseudonyme d'Henri d'Ursel) : La voleuse
- 1930 : Le Mystère de la chambre jaune de Marcel L'Herbier : Marie
- 1931 : Le Parfum de la dame en noir de Marcel L'Herbier : Marie
- 1931 : Laurette ou le Cachet rouge de Jacques de Casembroot : Laurette
- 1932 : Brumes de Paris de Maurice Sollin
- 1933 : Baby de Carl Lamac et Pierre Billon : Suzanne Bienfait
- 1933 : La Dernière Nuit de Jacques de Casembroot
- 1934 : L'Aventurier de Marcel L'Herbier : madame Nemo, la femme de l'acquéreur
- 1934 : L'assassin est parmi nous de Jacques de Casembroot (court métrage)
- 1935 : La Route impériale de Marcel L’Herbier : Alia
- 1936 : Club de femmes de Jacques Deval : Lucile

## Film documentaire
Un film documentaire télévisé sur Kissa Kouprine réalisé par son ami Vladimir Obolenski, écrivain et critique théâtral, a été diffusé en 1990.